# トーマス・アギェポン
カス・トーマス・アギェポン（英語: Kas Thomas Agyepong、1996年10月10日 - ）は、ガーナのサッカー選手。ポジションはFW。

## クラブ歴
ライト・トゥ・ドリーム・アカデミーから2015年初めにマンチェスター・シティ EDSに加入。
同年夏にエールディヴィジのFCトゥウェンテに期限付き移籍。10月4日の試合でマイケル・オライタンに代わって投入され選手初出場。10月24日の試合で初スターティングメンバーとなり62分間プレーした。しかし3月に肩を負傷し手術を要したため、シーズン終了まで離脱となった。
2016年7月10日にエールステ・ディヴィジのNACブレダに期限付き移籍。8月12日に移籍後初出場。12月2日に移籍後初得点。
2018年8月にスコティッシュ・プレミアシップのハイバーニアンFCに期限付き移籍が決まり、その後労働許可が下りた。しかし膝と腿の怪我のためシーズンの大半を棒に振った。
2019年8月にジュピラー・プロ・リーグのワースラント＝ベフェレンに期限付き移籍。
2020年10月にプロキシマス・リーグ所属でマンチェスター・シティFCと同じシティ・フットボール・グループ傘下のロンメルSKに同郷のアミヌ・モハメドとともに期限付き移籍。

## 代表歴
2017年6月11日に行われたアフリカネイションズカップ2019予選・グループFのエチオピア代表戦で代表初出場。同年は2018 FIFAワールドカップ・アフリカ3次予選にも出場するなど、合計5試合に出場した。その後2018-19シーズンは怪我に苦しんだものの、アフリカネイションズカップ2019のメンバーには選出。開幕戦から出場を果たしたもののその開幕戦の36分で負傷交代し、同大会は以降の出場が無かった。